# Chris Coyne
Christopher John „Chris“ Coyne (* 20. Dezember 1978 in Brisbane) ist ein ehemaliger australischer Fußballspieler. Der siebenfache australische Nationalspieler absolvierte während eines 13-jährigen Aufenthalts in Großbritannien 325 Pflichtspiele, den Großteil davon für Luton Town im unterklassigen englischen Fußball. Von 2009 bis 2012 war er in Australien für Perth Glory aktiv und spielte dort zeitweise gemeinsam mit seinem Bruder Jamie.

## Vereinskarriere
Chris Coynes Vater John war Profifußballer in England und kam Ende der 1970er Jahre nach Australien, wo er es sogar zu einigen Einsätzen in der australischen Nationalelf brachte. Coyne wuchs in New South Wales auf und wurde dort auch von seinem Vater trainiert, 15-jährig zog er mit seiner Familie nach Western Australia und spielte in der Folge im Jugendbereich für den Sorrento FC und Kingsway Olympic sowie im Erwachsenenbereich für den Perth SC in der höchsten Spielklasse des Bundesstaates. Am Neujahrstag 1996 wechselte Coyne für 150.000 Pfund Ablöse von Perth zum englischen Klub West Ham United und spielte zunächst im Jugendteam des Klubs. An der Seite von Rio Ferdinand und David Partridge stand er im Finale des FA Youth Cups 1996, das man gegen den Nachwuchs des FC Liverpool verlor.
Zu Beginn der Saison 1998/99 wurde Coyne für einen Monat an den Viertligisten FC Brentford verliehen um Spielpraxis zu sammeln und kam als Vertretung von Danny Cullip zu insgesamt acht Einsätzen. Nach seiner Rückkehr weiterhin in West Hams Reserveteam aktiv, folgte im April 1999 ein weiterer Leihaufenthalt in der Viertklassigkeit bei Southend United. Nach nur einer Woche und einem Einsatz wurde er allerdings von Harry Redknapp wegen verletzungsbedingter Ausfälle zu West Ham zurückbeordert. Am 1. Mai 1994 kam Coyne bei der 1:5-Niederlage gegen Leeds United, bei der drei West-Ham-Spieler des Feldes verwiesen wurden, per Einwechslung in der 83. Minute zu seinem Debüt in der Premier League. Dies blieb zugleich sein einziger Pflichtspieleinsatz für die Profimannschaft, in der er sich gegen Konkurrenten wie Rio Ferdinand, Neil Ruddock, Steve Potts und Ian Pearce nicht durchzusetzen vermochte.
Mit dem bevorstehenden Auslaufen seines Vertrags im Sommer 2000, wurde ihm im März 2000 ein ablösefreier Wechsel zum FC Dundee in die Scottish Premier League ermöglicht. Bei Dundee kam er allerdings erst nach der Sommerpause zum Einsatz und etablierte sich in der zweiten Saisonhälfte in der Innenverteidigung. Dundee schloss die Saison 2000/01 auf dem sechsten Tabellenplatz, wodurch sich der Klub für den UI-Cup 2001 qualifizierte und damit erstmals seit 1974 wieder an einem internationalen Wettbewerb teilnahm. Coyne kam zum Saisonauftakt in den UI-Cup-Partien gegen den FK Sartid (0:0 und 2:5) zum Einsatz, verlor seinen Stammplatz aber bereits zu Saisonbeginn und wechselte im September 2000 für eine Ablösesumme von 50.000 Pfund zum englischen Viertligisten Luton Town.
Dort etablierte er sich umgehend unter Trainer Joe Kinnear in der Innenverteidigung an der Seite von Russell Perrett, als dem Klub als Tabellenzweiter hinter Plymouth Argyle souverän die umgehende Rückkehr in die Drittklassigkeit gelang. Auch eine Spielklasse höher hatte Coyne, der insbesondere durch seine Zweikampfqualitäten am Boden und in der Luft sowie durch seine Führungsqualitäten bestach, keine Anpassungsschwierigkeiten und wurde am Ende der Saison 2002/03 von den Anhängern des Klubs zum „Spieler des Jahres“ gewählt. Während einer Übernahmeepisode durch den Geschäftsmann John Guerney im Sommer 2003 wurde Kinnear entlassen und durch Mike Newell ersetzt, unter dem Luton mit Coyne als Stammkraft 2005 als Meister der Football League One in die Football League Championship aufstieg. Coyne war an diesem Erfolg nicht nur durch seine Defensivleistung beteiligt, sondern trug auch mit fünf Toren bei Standardsituation zum erfolgreichen Saisonverlauf bei. Für seine Leistungen wurde Coyne, für einen Abwehrspieler eher ungewöhnlich, ligaintern als Spieler des Monats April 2005 ausgezeichnet und am Saisonende – gemeinsam mit fünf weiteren Luton-Spielern (Marlon Beresford, Curtis Davies, Ahmet Brković, Kevin Nicholls und Steve Howard) – in die Liga-Mannschaft des Jahres der Professional Footballers’ Association gewählt. In den folgenden beiden Spielzeiten in der zweithöchsten Spielklasse plagten Coyne zunehmend Verletzungsprobleme, während er in der Saison 2005/06 noch auf 30 von 46 möglichen Einsätzen kam und Luton zeitweilig um den Aufstieg in die Premier League mitspielte, reichte es in der Folgesaison nur noch zu 18 Spielen, als der Klub die Klasse nicht mehr halten konnte.
Eine Spielklasse tiefer geriet Luton schon bald in Finanzprobleme und musste schließlich im November 2007 ein Insolvenzverfahren eröffnen. Neben einem Punktabzug, der den Klub bis 2009 hinab in die Fünftklassigkeit führte, war man auch dazu gezwungen, Leistungsträger zu verkaufen. Coyne wechselte daher nach über 250 Pflichtspielen für Luton im Januar 2008 zum abstiegsgefährdeten Zweitligisten Colchester United, der mit einer Ablösesumme von 350.000 Pfund einen vereinsinternen Rekordtransfer aufstellte. Auch Coynes Mitwirken konnte den Abstieg Colchesters als abgeschlagener Tabellenletzter nicht verhindern, für Coyne war dies der zweite Abstieg aus der Championship binnen eines Jahres. Zur Saison 2008/09 wurde Coyne zum Kapitän ernannt, kam aber nur unregelmäßig zum Einsatz. Bedingt durch Verletzungsprobleme, aber auch regelmäßige Nominierungen durch das australische Nationalteam, für das er zwischen Juni 2008 und Juni 2009 zu sieben Länderspieleinsätzen kam und das bei ihm absolute Priorität gegenüber seinem Klub genoss, sowie eines Trainerwechsel bei Colchester (Paul Lambert ersetzte Geraint Williams) war er oftmals nur als Ersatzspieler eingeplant.
Nach 18 Monaten einigten sich Spieler und Verein im Sommer 2009 auf eine vorzeitige Auflösung des Vertrags und Coyne kehrte nach 13 Jahren auf der britischen Insel nach Australien zurück. Dort schloss er sich dem A-League-Klub Perth Glory an, den er in den Jahren zuvor bereits mehrfach in Interviews als mögliche zukünftige Station genannt hatte und bei dem auch sein Bruder Jamie Coyne unter Vertrag stand. Perth verpasste seit Gründung der Liga 2005 viermal in Folge die Teilnahme an den Play-offs, erst mit Coyne sowie den beiden ebenfalls neu verpflichteten australischen Nationalspielern Jacob Burns und Mile Sterjovski gelang in der Saison 2009/10 die erstmalige Qualifikation für die Meisterschafts-Play-offs. Dort scheiterte das Team allerdings bereits im ersten Spiel nach Elfmeterschießen am neuseeländischen Ligateilnehmer Wellington Phoenix.
Um seine Chancen auf eine WM-Nominierung aufrechtzuerhalten, wechselte Coyne im März 2010 auf Leihbasis zum chinesischen Erstligisten Liaoning Hongyun. Die erhoffte Berücksichtigung für die WM 2010 in Südafrika blieb allerdings aus und Coyne verlängerte seinen Aufenthalt in China für einige Wochen. Die ursprüngliche Planung, zum Saisonstart Anfang August zu Perth zurückzukehren, wurde allerdings jäh zunichtegemacht, als aus transferrechtlichen Gründen unerwarteterweise eine Rückkehr erst zum 1. Januar 2011 möglich wurde. Coyne verpasste damit einen Großteil der A-League-Saison 2010/11 und verletzte sich kurz nach seiner Rückkehr an der Achillessehne und fiel dadurch ohne ein Saisonspiel für Perth bestritten zu haben bis Saisonende aus. Perth Glory beendete die Spielzeit derweil auf dem vorletzten Tabellenplatz. Nach fast 20 Monaten ohne Pflichtspiel für Perth gab er zu Beginn der Saison 2011/12 sein Comeback und stand an sechs der ersten sieben Spieltage in der Innenverteidigung an der Seite von Bas van den Brink in der Startelf. Am 7. Spieltag zog sich Coyne im Auswärtsspiel bei Melbourne Victory kurz vor Spielende einen Achillessehnenriss zu und fiel für die restliche Saison aus, in der Perth Glory erstmals das Meisterschaftsfinale der A-League erreichte (1:2 gegen Brisbane Roar). Kurz nach Saisonende gab der Klub bekannt, dass Coynes Vertrag nicht verlängert wird.

## Nationalmannschaft
Coyne gehörte 1995 als Manndecker zum australischen Team bei der U-17-Weltmeisterschaft in Ecuador, das im Viertelfinale der brasilianischen Auswahl mit 1:3 unterlag. In den Jahren 1999 und 2000 gehörte Coyne in der Vorbereitung auf das olympische Fußballturnier zum Aufgebot der Olympiamannschaft. Den Sprung in das endgültige 18-köpfige Turnieraufgebot von Trainer Raul Blanco verpasste Coyne allerdings und lehnte mit Verweis auf seine Verpflichtungen gegenüber seinem Klub FC Dundee eine Nominierung als Standby-Spieler ab.
Nachdem Coyne 2005 eine Anfrage des irischen Verbandes zwecks Verbandswechsel negativ beschied, wurde er im Mai 2008 im Alter von 29 Jahren überraschend von Nationalcoach Pim Verbeek in ein Trainingslager des australischen A-Nationalteams eingeladen. Sein langgehegter Traum für das australische Nationalteam zu spielen ging schließlich einen Monat später in Erfüllung, als er im Rahmen der WM-Qualifikation gegen den Irak sein Länderspieldebüt gab. In den folgenden zwölf Monaten schlossen sich vier weitere Einsätze in der erfolgreichen WM-Qualifikation und zwei Einsätze in Freundschaftsspielen an. Gelobt wurde er besonders für seine Leistung in der Innenverteidigung an der Seite von Lucas Neill beim 1:0-Auswärtssieg gegen Usbekistan im ersten Spiel der entscheidenden WM-Qualifikationsrunde.
Obwohl Verbeek Coyne im September 2008 öffentlich einen Vereinswechsel nahelegte und Coyne hoffte, durch seinen Wechsel in die A-League mehr in den Fokus zu rücken, blieben nach seiner Rückkehr weitere Nominierungen aus. Auch der Wechsel nach China verbesserte seine Situation nicht und er fand keine Berücksichtigung im WM-Aufgebot. Einige Monate später stand Coyne auch nicht auf einer 50 Spieler umfassenden provisorischen Liste des neuen Nationaltrainers Holger Osieck im Hinblick auf die Asienmeisterschaft 2011.